# Behuria capixaba
Behuria capixaba är en tvåhjärtbladig växtart som beskrevs av Renato Goldenberg och Reginato. Behuria capixaba ingår i släktet Behuria och familjen Melastomataceae. Inga underarter finns listade i Catalogue of Life.